# ハッチンソン (カンザス州)
ハッチンソン（Hutchinson）は、アメリカ合衆国カンザス州の都市。リノ郡の郡庁所在地である。人口は4万0006人（2020年）。ウィチタの北西63キロメートルに位置している。

## 歴史
1871年、サンタフェ鉄道の駅開業に合わせて設立された。翌年には法人化し「ハッチンソン市」が誕生した。町はアーカンザス川の水運と鉄道の交通結節点となり、急速に発展した。
1887年、近隣で岩塩の鉱脈が発見され塩の生産が町の主要産業になった。ハッチンソンのニックネームは「Salt City」になった。

## 交通
ハッチンソン駅にはアムトラックの長距離列車サウスウェスト・チーフが停車する。

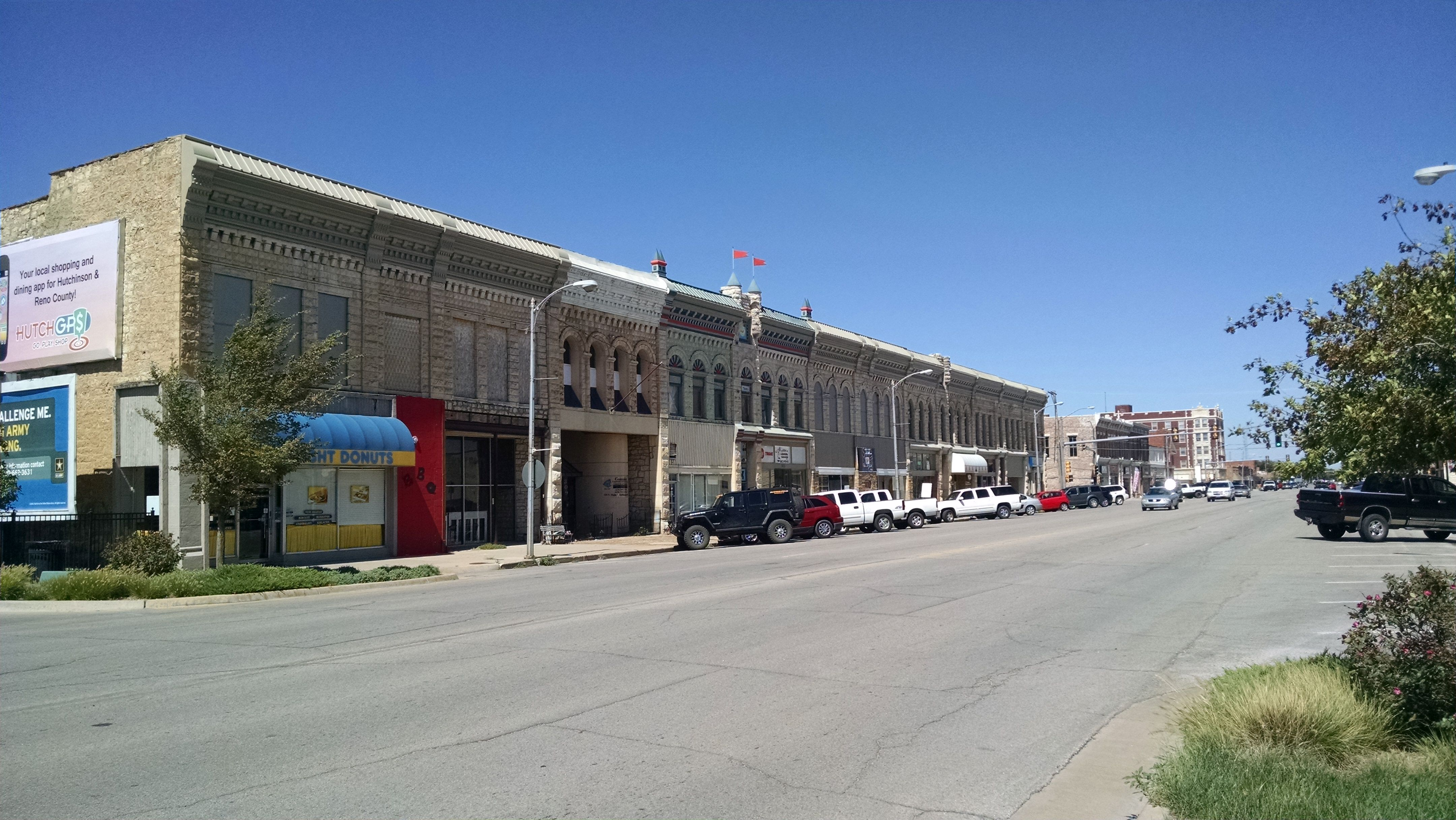
ダウンタウンの街並み